# NWA World Women's Tag Team Championship
El NWA World Women's Tag Team Championship (Campeonato Mundial Femenino en Parejas de la NWA, en español) es un campeonato en parejas femenino de lucha libre profesional perteneciente a la National Wrestling Alliance desde principios de la década de 1950 hasta 1983. Fue el primer campeonato mundial de parejas de mujeres en lucha libre profesional e inicialmente se lo denominó simplemente como "Campeonato Mundial Femenino en Parejas", antes de adoptar brevemente el prefijo NWA.
El campeonato fue adquirido más tarde por la World Wrestling Federation (WWF, ahora WWE) en 1983 cuando la WWF, una vez miembro de la NWA, compró los derechos del campeonato a The Fabulous Moolah y continuó usando los cinturones. Esto puso fin al linaje del título de la NWA y comenzó uno nuevo para el Campeonato Femenino en Parejas de la WWF.
El 16 de julio de 2021, Mickie James, la productora de NWA EmPowerrr, anunció la reactivación del campeonato por parte de la NWA, donde los ganadores serán coronados en el pay-per-view de EmPowerrr el 28 de agosto.

## Historia
Desde principios de la década de 1950 hasta 1983, fue el primer campeonato mundial en parejas femenino en la lucha libre profesional y en un principio se lo conocía simplemente como "Campeonato Mundial en Parejas Femenino", antes de adoptar brevemente el prefijo NWA. El campeonato fue adquirido más tarde por la World Wrestling Federation (WWF, ahora WWE) en 1983 cuando la WWF, una vez miembro de la NWA, compró los derechos del campeonato a The Fabulous Moolah y continuó usando los cinturones. Esto puso fin al linaje del título de la NWA y comenzó uno nuevo para el Campeonato Femenino en Parejas de WWF.
El 16 de julio de 2021, Mickie James, la productora de NWA EmPowerrr, anunció el resurgimiento del campeonato por parte de la NWA, donde las ganadoras serían coronadas en el PPV EmPowerrr el 28 de agosto. En el evento, The Hex ( Allysin Kay y Marti Belle ) ganaron los títulos revividos después de derrotar al equipo de Red Velvet y KiLynn King en la final del torneo.

### Torneo para reactivar los Campeonatos Mundiales Femeninos en Parejas de la NWA
Un torneo para designar a las nuevas Campeonas Mundiales Femeninos en Pareja de la NWA, celebrado en NWA Empowerr.
|  | Semifinales                                    | Semifinales                                    | Semifinales              |                          |                                     | Final                               | Final | Final |  |
|  |                                                |                                                |                          |                          |                                     |                                     |       |       |  |
|  |                                                |                                                |                          |                          |                                     |                                     |       |       |  |
|  | The HEX (Allysin Kay & Marti Belle)            | The HEX (Allysin Kay & Marti Belle)            | Pin                      |                          |                                     |                                     |       |       |  |
|  | The HEX (Allysin Kay & Marti Belle)            | The HEX (Allysin Kay & Marti Belle)            | Pin                      |                          |                                     |                                     |       |       |  |
|  | Hell On Heels (Renee Michelle & Sahara 7)      | Hell On Heels (Renee Michelle & Sahara 7)      | 6:44                     |                          |                                     |                                     |       |       |  |
|  | Hell On Heels (Renee Michelle & Sahara 7)      | Hell On Heels (Renee Michelle & Sahara 7)      | 6:44                     |                          | The HEX (Allysin Kay & Marti Belle) | The HEX (Allysin Kay & Marti Belle) | Pin   |       |  |
|  |                                                |                                                |                          |                          | The HEX (Allysin Kay & Marti Belle) | The HEX (Allysin Kay & Marti Belle) | Pin   |       |  |
|  |                                                |                                                | Red Velvet & KiLynn King | Red Velvet & KiLynn King | 11:00                               |                                     |       |       |  |
|  | The FreeBabes (Jazzy Yang & Hollyhood Haley J) | The FreeBabes (Jazzy Yang & Hollyhood Haley J) | Red Velvet & KiLynn King | Red Velvet & KiLynn King | 11:00                               | Pin                                 |       |       |  |
|  | The FreeBabes (Jazzy Yang & Hollyhood Haley J) | The FreeBabes (Jazzy Yang & Hollyhood Haley J) |                          |                          |                                     | Pin                                 |       |       |  |
|  | Red Velvet & KiLynn King                       | Red Velvet & KiLynn King                       | 6:54                     |                          |                                     |                                     |       |       |  |
|  | Red Velvet & KiLynn King                       | Red Velvet & KiLynn King                       | 6:54                     |                          |                                     |                                     |       |       |  |
|  |                                                |                                                |                          |                          |                                     |                                     |       |       |  |

## Nombres
| Nombre                                  | Años            |
| --------------------------------------- | --------------- |
| Women's World Tag Team Championship     | 1952 — 1984     |
| NWA World Women's Tag Team Championship | 2021 — presente |

## Campeonas
Las actuales campeonas son The It Girls (Ella Envy & Miss Starr) quienes se encuentra en su primer reinado como campeonas, It Girls ganaron los títulos tras derrotar a The King Bees (Danni Bee & Charity King) el 31 de agosto de 2024 en NWA 76.
TVMA registran hasta el 9 de agosto de 2025 las siguientes defensas televisadas:

### Lista de campeonas
| N.º | Campeonas                                           | Estadísticas | Estadísticas | Lucha                            | Lucha                               | Lucha                         | Notas y referencias |
| N.º | Campeonas                                           | Reinado      | Días         | Fecha                            | Evento                              | Ubicación                     | Notas y referencias |
| --- | --------------------------------------------------- | ------------ | ------------ | -------------------------------- | ----------------------------------- | ----------------------------- | --- |
| 1 | Ella Waldek & Mae Young                             | 1            |              | 10 de septiembre de 1952         |                                     |                               | Los registros no están claros sobre a quién derrotaron Waldek y Young para ganar los títulos. |
| 2 | June Byers & Millie Stafford                        | 1            | 134          | 11 de septiembre de 1952 (aprox) | House Show                          |                               | Debido a informes contradictorios, no está claro cómo Byers y Stafford ganaron los títulos. El Jersey Journal informó que la pareja ganó un torneo que duró seis meses para ganar los títulos, mientras que Arizona Daily Star afirmó que ganaron los títulos "en el reciente torneo de Florida ". Una fuente del Omaha World-Herald afirmó que Byers y Stafford derrotaron a Ella Waldek y Mae Young en la Ciudad de México, México, para ganar los títulos. |
| 3 | June Byers (2) & Mary Jane Mull (1)                 | 1            |              | 23 de enero de 1953 aprox        | House Show                          | Nebraska                      | Millie Stafford se había tomado un descanso por motivos personales. Mull había ganado previamente un torneo para reemplazarla. |
| 4 | Daisy Mae (1) & Golden Venus (1)                    | 1            |              | marzo de 1953                    | House Show                          |                               | Mae & Venus fueron reconocidas como campeonas en West Virginia. |
| La historia del campeonato no está registrada desde marzo hasta septiembre de 1953                                            |                                                     |              |              |                                  |                                     |                               | |
| 5 | Carol Cook (1) & Ruth Boatcallie (1)                | 1            |              | septiembre de 1953               | House Show                          |                               | Boatcallie & Cook fueron reconocidas como campeoas en Alabama y Tennessee. |
| 6 | June Byers (3) & Mary Jane Mull (2)                 | 2            |              | 14 de diciembre de 1953          | House Show                          | Birmingham, Alabama           | |
| — | Vacante                                             | —            | —            | 0 de agosto de 1954              | —                                   | N/A                           | Los títulos quedaron vacantes después de que June Byers ganara el Campeonato Mundial Femenino de la NWA. |
| 7 | June Byers (4) & Millie Stafford (2)                | 2            |              | 7 de diciembre de 1954           | House Show                          |                               | |
| 8 | Lorraine Johnson (1) & Penny Banner (1)             | 1            |              | 1955                             | House Show                          | Ohio                          | |
| La historia del campeonato no está registrada desde 1955 hasta marzo de 1956.                                                 |                                                     |              |              |                                  |                                     |                               | |
| 9 | Daisy Mae (2) & Golden Venus (2)                    | 2            |              | marzo de 1956                    | House Show                          | West Virginia                 | |
| La historia del campeonato no está registrada desde marzo hasta antes del 30 de julio de 1956                                 |                                                     |              |              |                                  |                                     |                               | |
| 10 | Bonnie Watson (1) & Penny Banner (2)                | 1            |              | 30 de julio de 1956 (aprox)      | House Show                          |                               | . |
| La historia del campeonato no está registrada desde antes del 30 de julio hasta antes del 15 de agosto de 1956.               |                                                     |              |              |                                  |                                     |                               | |
| 11 | June Byers (5) & Mars Bennett (1)                   | 1            |              | 15 de agosto de 1956 aprox       | House Show                          |                               | |
| La historia del campeonato no está registrada desde antes del 15 de agosto de 1956 hasta antes de febrero de 1957.            |                                                     |              |              |                                  |                                     |                               | |
| 12 | Betty Jo Hawkins (1) & Penny Banner (3)             | 1            |              | febrero de 1957                  |                                     |                               | |
| 13 | Bárbara Baker (1) & June Byers (6)                  | 1            |              | 13 de febrero de 1957            | House Show                          | Vancouver, Columbia Británica | |
| La historia del campeonato no está registrada desde el 13 de febrero hasta julio de 1957.                                     |                                                     |              |              |                                  |                                     |                               | |
| 14 | Betty Jo Hawkins (2) & Penny Banner (4)             | 2            |              | julio de 1957 aprox              | House Show                          |                               | |
| 15 | June Byers (7) & Ethel Johnson (1)                  | 1            |              | 9 de julio de 1957               | House Show                          |                               | |
| La historia del campeonato no está registrada desde el 9 de julio de 1957 hasta antes del 2 de febrero de 1958.               |                                                     |              |              |                                  |                                     |                               | |
| 16 | Lorraine Johnson (2) & Millie Stafford (3)          | 1            |              | 2 de febrero de 1958             | House Show                          | Joplin, Missouri              | |
| La historia del campeonato no está registrada desde el 9 de julio de 1957 hasta antes del 2 de febrero de 1958.               |                                                     |              |              |                                  |                                     |                               | |
| 17 | Lorraine Johnson (3) & Penny Banner (5)             | 2            |              | 16 de junio de 1958              | House Show                          |                               | |
| La historia del campeonato no está registrada desde antes del 16 de junio al 4 de diciembre de 1958.                          |                                                     |              |              |                                  |                                     |                               | |
| 18 | Kay Noble (1) & Lolita Martínez (1)                 | 1            |              | 4 de diciembre de 1958           | House Show                          | Amarillo, Texas               | |
| La historia del campeonato no está registrada desde el 4 de diciembre de 1958 hasta antes del 23 de noviembre de 1961.        |                                                     |              |              |                                  |                                     |                               | |
| 19 | Adrienne Ames (1) & Pat Lyda (1)                    | 1            |              | 23 de noviembre de 1961          | House Show                          | Harvey, Louisiana             | |
| La historia del campeonato no está registrada desde antes del 23 de noviembre de 1961 hasta antes del 2 de noviembre de 1967. |                                                     |              |              |                                  |                                     |                               | |
| 20 | The Fabulous Moolah (1) & Patty Nelson (1)          | 1            |              | 2 de noviembre de 1967 aprox     |                                     |                               | |
| La historia del campeonato no está registrada desde antes del 2 de noviembre de 1967 hasta antes de mayo de 1970.             |                                                     |              |              |                                  |                                     |                               | |
| 21 | The Fabulous Moolah (2) & Toni Rose (1)             | 1            |              |                                  |                                     |                               | |
| 22 | Donna Christanello (1) & Kathy O'Day (1)            | 1            | 21           | 15 de mayo de 1970               | House Show                          | Los Ángeles, California       | |
| 23 | The Fabulous Moolah (4) & Toni Rose (2)             | 2            |              |                                  |                                     |                               | |
| La historia del campeonato no está registrada desde el 5 de junio hasta antes del 2 de octubre de 1970.                       |                                                     |              |              |                                  |                                     |                               | |
| 24 | Donna Christanello (2) & Toni Rose (3)              | 1            |              |                                  |                                     |                               | Los registros no están claros sobre a quién habían derrotado Christanello y Rose, si es que hubo alguien. Es posible que Christantello reemplazara a The Fabulous Moolah. |
| 25 | Susy Parker (1) & Susan Green (1)                   | 1            | 3            | 21 de noviembre de 1971          | House Show                          |                               | |
| 26 | Donna Christanello (3) & Toni Rose (4)              | 2            | 688          | 27 de noviembre de 1971          | House Show                          |                               | |
| 27 | Joyce Grable (1) & Vicki Williams (1)               | 1            |              |                                  | House Show                          |                               | |
| 28 | Donna Christanello (4) & Toni Rose (5)              | 3            |              |                                  | House Show                          |                               | |
| 29 | Joyce Grable (2) & Vicki Williams (2)               | 2            |              |                                  | House Show                          |                               | |
| 30 | Beverly Shade (1) & Natasha The Hatchet Lady (1)    | 1            |              |                                  | House Show                          |                               | |
| 31 | Judy Martin (1) & Leilani Kai (1)                   | 1            |              |                                  | House Show                          |                               | |
| 32 | Joyce Grable (3) & Vicki Williams (3)               | 3            |              |                                  | House Show                          |                               | Otro informe de Bleacher Report afirma que Christanello y Rose ganaron los títulos el 16 de abril de 1978. |
| La historia del campeonato no está registrada desde el 27 de febrero de 1977 o el 16 de abril de 1978 hasta agosto de 1978    |                                                     |              |              |                                  |                                     |                               | |
| 33 | Judy Martin (2) & Leilani Kai (2)                   | 2            |              |                                  | House Show                          |                               | Beverly y Natasha solo fueron reconocidas como campeonas en Memphis, Tennessee. |
| 34 | Joyce Grable (4) & Wendi Richter (1)                | 1            |              |                                  | House Show                          |                               | |
| 35 | Princess Victoria (1) & Sabrina (1)                 | 1            |              |                                  | House Show                          |                               | |
| 36 | Joyce Grable (5) & Wendi Richter (2)                | 2            |              |                                  | House Show                          |                               | |
| 37 | Penny Mitchell (1) & Velvet McIntyre (1)            | 1            |              |                                  | House Show                          |                               | |
| 38 | Joyce Grable (6) & Wendi Richter (3)                | 3            |              |                                  | House Show                          |                               | |
| — | Vacante                                             | —            | —            | 4 de abril de 1984               | —                                   | N/A                           | |
| — | Desactivado                                         | —            | —            | 27 de junio de 1984              | —                                   | N/A                           | Los títulos se vendió a la World Wrestling Federation (WWF), que estableció los Campeonatos Femenino en Parejas de la WWF, usando los mismos cinturones y reconociendo a Velvet McIntyre & Princess Victoria como campeonas inaugurales. El 4 de abril de 1984 es la fecha de la primera defensa conocida del título bajo la WWF. |
| 39 | The HEX (Allysin Kay(1) & Marti Belle (1))          | 1            | 287          | 28 de agosto de 2021             | EmPowerrr                           | St. Louis, Missouri           | Derrotaron a KiLynn King & Red Velvet en la final de un Torneo para revivir los títulos. |
| 40 | Pretty Empowered (Ella Envy (1) & Kenzie Paige (1)) | 1            | 246          | 11 de junio de 2022              | NWA Alwayz Ready                    | Knoxville, Tennessee          | [ 8 ] |
| 41 | The Renegade Twins (Charlette (1) & Robyn (1))      | 1            | 10           | 11 de febrero de 2023            | Nuff Said                           | Tampa, Florida                | |
| 42 | Pretty Empowered 2.0 (Ella Envy (2) & Roxy (1))     | 2            | 0            | 12 de febrero de 2023            | Powerrr                             | Tampa, Florida                | Emitido el 21 de febrero. |
| 43 | M95 (Madi (1) & Missa Kate (1))                     | 1            | 188          | 12 de febrero de 2023            | Powerrr                             | Tampa, Florida                | Madi usó su oportunidad del Champions Series. Durante su reinado, el equipo se nombró como M95. |
| 44 | Pretty Empowered (Ella Envy (3) & Kylie Paige (1))  | 3            | 139          | 27 de agosto de 2023             | NWA 75th Anniversary Show - Noche 2 | San Luis, Misuri              | [ 12 ] [ 13 ] |
| 45 | The King Bees (Charity King (1) & Danni Bee (1))    | 1            | 231          | 13 de enero de 2024              | Powerrr: Paranoia                   | Fort Lauderdale, Florida      | Emitido el 27 de febrero. |
| 46 | The It Girls (Ella Envy (4) & Miss Starr (1))       | 1            | 105          | 31 de agosto de 2024             | NWA 76th Anniversary Show           | Filadelfia, Pensilvania       | Emitido en el episodio de NWA Powerrr del 22 de octubre transmitido por X (Twitter). |
| 47 | Kenzie Paige (2) & Big Mama (1)                     | 1            | 98           | 14 de diciembre de 2024          | Looks That Kill                     | Dothan, Alabama               | Emitido en el episodio de NWA Powerrr del 11 de febrero de 2025 transmitido por X (Twitter). |
| 48 | TVMA (Tiffany Nieves (1) & Valentina Rossi (1))     | 1            | 140+         | 22 de marzo de 2025              | NWA Hard Times V                    | Dothan, Alabama               | Emitido en el episodio de NWA Powerrr del 24 de junio de 2025 transmitido por X (Twitter). |

### Total de días con el título
La siguiente lista muestra el total de días que una equipo o una luchadora ha poseído el campeonato, si se suman todos los reinados que posee. Actualizado a la fecha del 9 de agosto de 2025.

#### Por equipos

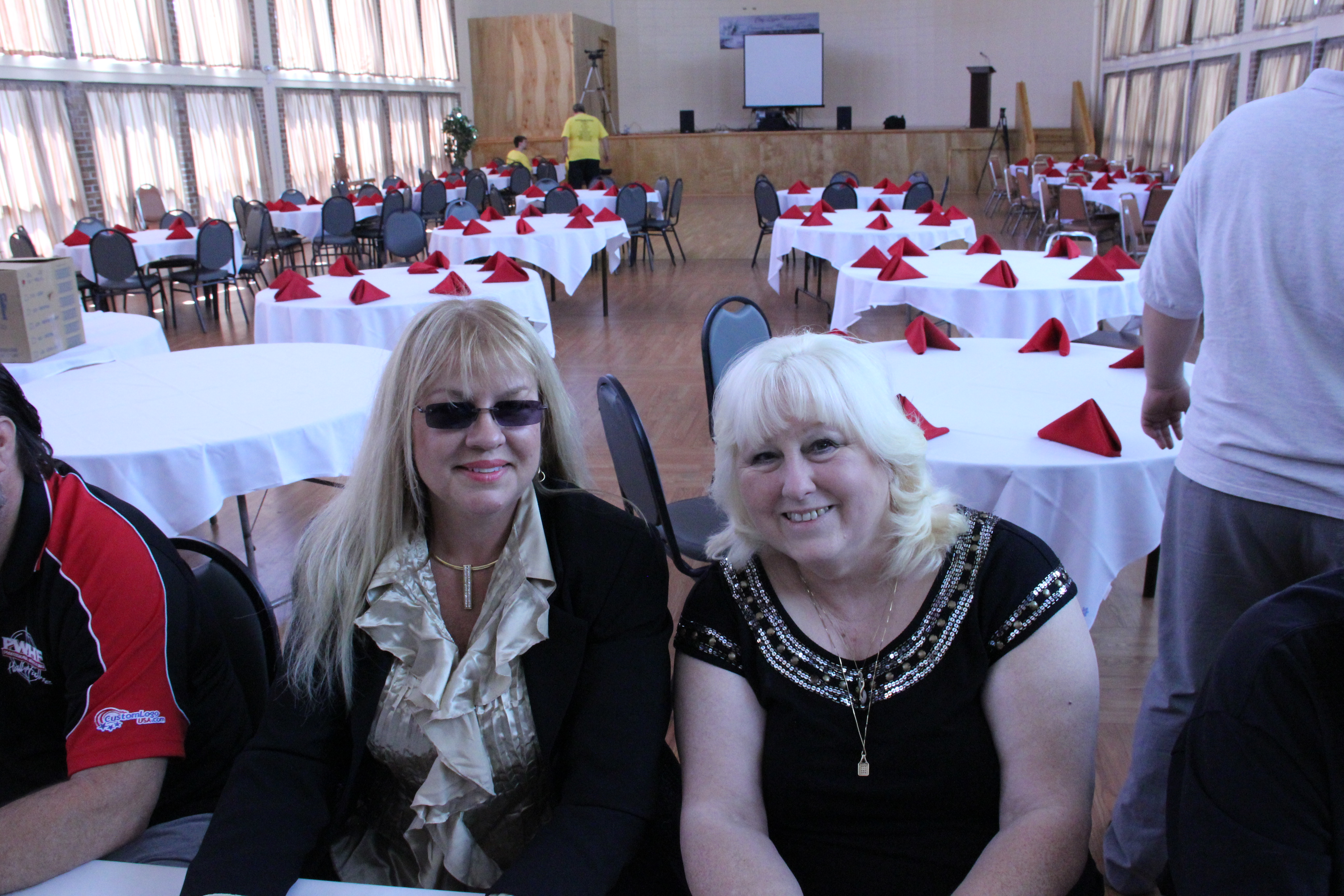
Wendi Richter & Joyce Grable es el equipo que posee el récord de más días combinados como Campeonas Femeninas en Parejas de la NWA con aproximadamente 1,418 días en 3 reinados.

| +   | Indica a las campeonas actuales                                                                       |
| ¤   | La duración exacta del reinado del título es incierta; la longevidad combinada puede no ser correcta. |
| N/A | La duración exacta del reinado de un título es demasiado incierta para calcularla.                    |

| N.º | Campeonas                                   | Reinados | Días totales |
| --- | ------------------------------------------- | -------- | ------------ |
| 1   | Joyce Grable & Wendi Richter                | 3        | 1,418¤       |
| 2   | Donna Christanello & Toni Rose              | 3        | 1,242¤       |
| 3   | Joyce Grable & Vicki Williams               | 3        | 677¤         |
| 4   | June Byers & Mary Jane Mull                 | 2        | 267–327¤     |
| 5   | The Hex (Allysin Kay & Marti Belle)         | 1        | 287          |
| 6   | Pretty Empowered (Ella Envy & Kenzie Paige) | 1        | 246          |
| 7   | The King Bees (Charity King & Danni Bee)    | 1        | 231          |
| 8   | M95 (Madi & Missa Kate)                     | 1        | 196          |
| 9   | TVMA (Tiffany Nieves & Valentina Rossi)     | 1        | 140+         |
| 10  | Pretty Empowered (Ella Envy & Kylie Paige)  | 1        | 139          |
| 11  | June Byers & Millie Stafford                | 2        | 134¤         |
| 12  | Judy Martin & Leilani Kai                   | 2        | 128¤         |
| 13  | Daisy Mae & Golden Venus                    | 2        | 123–182¤     |
| 14  | The It Girls (Ella Envy & Miss Starr)       | 1        | 105          |
| 15  | Carol Cook & Ruth Boatcallie                | 1        | 75–104¤      |
| 16  | Kenzie Paige & Big Mama                     | 1        | 98           |
| 17  | Donna Christanello & Kathy O'Day            | 1        | 21           |
| 18  | Penny Mitchell & Velvet McIntyre            | 1        | 10¤          |
| 19  | Princess Victoria & Sabrina                 | 1        | 7            |
| 20  | Sandy Parker & Susan Green                  | 1        | 3            |
| 21  | The Renegade Twins (Charlette & Robyn)      | 1        | 1            |
| 22  | Pretty Empowered 2.0 (Ella Envy & Roxy)     | 1        | 0            |
| 23  | Beverly Shade & Natasha the Hatchet Lady    | 1        | <1–22¤       |
| —   | Adrienne Ames & Pat Lyda                    | 1        | N/A          |
| —   | Barbara Baker & June Byers                  | 1        | N/A          |
| —   | Betty Jo Hawkins & Penny Banner             | 2        | N/A          |
| —   | Bonnie Watson & Penny Banner                | 1        | N/A          |
| —   | Ella Waldek & Mae Young                     | 1        | N/A          |
| —   | June Byers & Ethel Johnson                  | 1        | N/A          |
| —   | June Byers & Mars Bennett                   | 1        | N/A          |
| —   | Kay Noble & Lolita Martinez                 | 1        | N/A          |
| —   | Lorraine Johnson & Millie Stafford          | 1        | N/A          |
| —   | Lorraine Johnson & Penny Banner             | 2        | N/A          |
| —   | The Fabulous Moolah & Patty Nelson          | 1        | N/A          |
| —   | The Fabulous Moolah & Toni Rose             | 2        | N/A          |

#### Por luchadora

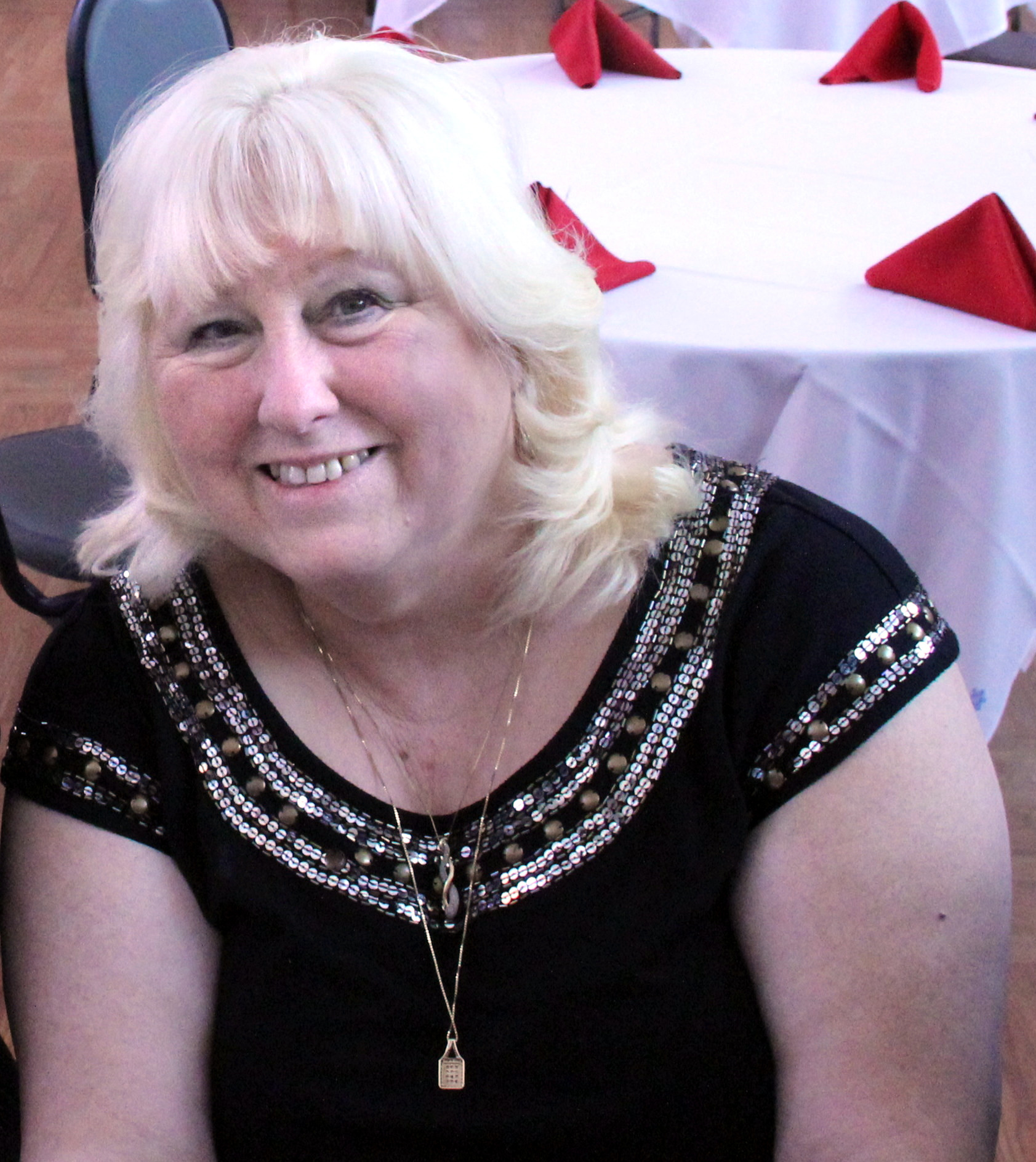
Joyce Grable posee el récord de 6 veces y récord de más días combinados como Campeona Femenina en Parejas de la NWA con 2,095 días

| N.º | Campeonas                | Reinados | Días totales |
| --- | ------------------------ | -------- | ------------ |
| 1   | Joyce Grable             | 6        | 2,095¤       |
| 2   | Wendi Richter            | 3        | 1,418¤       |
| 3   | Donna Christanello       | 3        | 1,263¤       |
| 4   | Toni Rose                | 5        | 1,242–1,257¤ |
| 5   | Vicki Williams           | 3        | 677¤         |
| 6   | Ella Envy                | 4        | 489          |
| 7   | June Byers               | 7        | 401–461¤     |
| 8   | Kenzie Paige             | 2        | 343          |
| 9   | Mary Jane Mull           | 2        | 267–327¤     |
| 10  | Allysin Kay              | 1        | 287          |
| 10  | Marti Belle              | 1        | 287          |
| 12  | Charity King             | 1        | 231          |
| 12  | Danni Bee                | 1        | 231          |
| 14  | Madi                     | 1        | 196          |
| 14  | Missa Kate               | 1        | 196          |
| 16  | Tiffany Nieves           | 1        | 140+         |
| 16  | Valentina Rossi          | 1        | 140+         |
| 18  | Kylie Paige              | 1        | 139          |
| 19  | Millie Stafford          | 3        | 134¤         |
| 20  | Judy Martin              | 2        | 128¤         |
| 20  | Leilani Kai              | 2        | 128¤         |
| 22  | Daisy Mae                | 2        | 123–182¤     |
| 22  | Golden Venus             | 2        | 123–182¤     |
| 24  | Miss Starr               | 1        | 105          |
| 25  | Carol Cook               | 1        | 75–104¤      |
| 25  | Ruth Boatcallie          | 1        | 75–104¤      |
| 27  | Big Mama                 | 1        | 98           |
| 28  | Kathy O'Day              | 1        | 21           |
| 29  | Penny Mitchell           | 1        | 10¤          |
| 29  | Velvet McIntyre          | 1        | 10¤          |
| 31  | Princess Victoria        | 1        | 7            |
| 31  | Sabrina                  | 1        | 7            |
| 33  | Sandy Parker             | 1        | 3            |
| 33  | Susan Green              | 1        | 3            |
| 35  | Charlette Renegade       | 1        | 1            |
| 35  | Robyn Renegade           | 1        | 1            |
| 37  | Roxy                     | 1        | 0            |
| 38  | Beverly Shade            | 1        | 0–22¤        |
| 38  | Natasha the Hatchet Lady | 1        | 0–22¤        |
| —   | Adrienne Ames            | 1        | N/A          |
| —   | Barbara Baker            | 1        | N/A          |
| —   | Ethel Johnson            | 1        | N/A          |
| —   | Betty Jo Hawkins         | 2        | N/A          |
| —   | Bonnie Watson            | 1        | N/A          |
| —   | Ella Waldek              | 1        | N/A          |
| —   | Kay Noble                | 1        | N/A          |
| —   | Lolita Martinez          | 1        | N/A          |
| —   | Lorraine Johnson         | 3        | N/A          |
| —   | Mae Young                | 1        | N/A          |
| —   | Mars Bennett             | 1        | N/A          |
| —   | Pat Lyda                 | 1        | N/A          |
| —   | Patty Nelson             | 1        | N/A          |
| —   | Penny Banner             | 6        | N/A          |
| —   | The Fabulous Moolah      | 3        | N/A          |

### Mayor cantidad de reinados

#### Por equipos
| Reinados | Equipos |
| -------- | --- |
| 3 veces  | Joyce Grable & Wendi Richter, Donna Christanello & Toni Rose, Joyce Grable & Vicki Williams, Pretty Empowered/Pretty Empowered 2.0 |
| 2 veces  | June Byers & Mary Jane Mull, June Byers & Millie Stafford, Judy Martin & Leilani Kai, Daisy Mae & Golden Venus                     |

#### Por luchadora
| Reinados | Luchadora (s)                                                                                             |
| -------- | --- |
| 7 veces  | June Byers                                                                                                |
| 6 veces  | Joyce Grable, Penny Banner                                                                                |
| 5 veces  | Toni Rose                                                                                                 |
| 4 veces  | Ella Envy                                                                                                 |
| 3 veces  | Wendi Richter, Donna Christanello, Vicki Williams, The Fabulous Moolah, Millie Stafford, Lorraine Johnson |
| 2 veces  | Mary Jane Mull, Judy Martin, Leilani Kai, Daisy Mae, Golden Venus                                         |